# Hans-Jürgen Naumann
Hans-Jürgen Naumann (* 1. April 1944) ist ein ehemaliger deutscher Fußballspieler. In der höchsten Spielklasse des DDR-Fußballs, der Oberliga, spielte er für 1. FC Lokomotive sowie zuvor für den SC Rotation Leipzig und den SC Leipzig. Naumann bestritt ein Spiel für die DDR-A-Fußballnationalelf.

## Sportliche Laufbahn

### Gemeinschafts- und Clubstationen
Naumanns Karriere begann im Nachwuchs des SC Rotation Leipzig, dessen Männermannschaft seit 1953, damals noch als BSG Einheit Ost Leipzig, in der höchsten Spielklasse des DDR-Fußballs vertreten war. Mit der Juniorenmannschaft des SC Rotation wurde er 1961 DDR-Meister und rückte dann in den Erstligakader der Messestädter auf und das Talent bestritt er im Sommer 1962 mit 18 Jahren seine ersten Spiele im Oberligateam des SC Rotation. In der Spielzeit 1962/63 wurde er in elf Partien, in denen ihm ein Treffer gelangen, eingesetzt.
Als 1963 der Leipziger Fußball neu geordnet wurde, gehörte Naumann zum Kreis der Spieler, die dem SC Leipzig als künftigem Fußballleistungszentrum der Bezirkshauptstadt zugewiesen wurden. Die erste Saison des neuen Clubs verlief allerdings enttäuschend, denn der Lokalrivale Chemie Leipzig, in dem die als schwächer eingesetzten Spieler der beiden ehemaligen Leipziger Sportclubs spielten, holte sich überraschend die Meisterschaft, während sich der SCL mit Platz 3 begnügen musste. Auch der greifbar nahe Pokalsieg wurde durch eine 2:3-Niederlage gegen den SC Aufbau Magdeburg verpasst. In diesem Spiel war Naumann allerdings nicht aufgeboten worden.
1967 gelang Naumann mit seiner Mannschaft, die inzwischen durch die Ausgründung der Fußballclubs in den 1. FC Lokomotive umstrukturiert worden war, mit der Vizemeisterschaft die beste Oberliganotierung seiner Laufbahn. Am Ende des Spieljahres 1968/69 ging es für den 1. FC Lok als Tabellenletzter in die zweitklassige Liga. Der Club aus der Messestadt konnte diesen Super-GAU aber bereits in der Folgesaison korrigieren, woran Naumann mit sechs Treffern in 17 Partien seinen Anteil hatte.
Im Jahr des Wiederaufstiegs erreichte der 1. FC Lok erneut das Pokalfinale, aber Naumann wurde auch 1970 im Endspiel nicht aufgeboten. Die Begegnung endete wieder mit einer Niederlage der Leipziger, dieses Mal mit einem 2:4 gegen den FC Vorwärts Berlin. Im Sommer 1975 wurde er aus der Oberligaelf, für die er 1972/73 seine letzten Matches bestritten hatte, in die zweite Mannschaft zurückgestuft. Seit 1962/63 hatte er in 165 Oberligaspielen mitgewirkt und dabei, meist als Mittelfeldspieler eingesetzt, 26 Tore erzielt. Außerdem stand er in 18 Europapokalspielen auf dem Platz.
Im weiteren Fortgang seiner Karriere spielte Naumann in der Saison 1975/76 beim Bezirksligisten Aktivist Borna und anschließend bis 1980 beim Ligavertreter BSG Aktivist Espenhain, bei dem er zeitweilig auch als Mannschaftskapitän fungierte. Nach dem endgültigen Abschied vom aktiven Fußball übernahm er 1980 für einige Jahre das Training der Espenhainer.

### Auswahleinsätze
Mit seinen Leistungen im Rotation-Nachwuchs konnte sich Naumann den Auswahltrainern des DFV anbieten. Ab September 1961 lief er für die DDR-Juniorennationaelf auf. In sieben Partien für die ostdeutsche U-18 gelang ihm bis Mai 1962 ein Treffer.
In der Qualifikation für das olympische Fußballturnier 1968 in Mexiko-Stadt wurde der Lok-Akteur in den beiden ersten Begegnungen der ostdeutschen Olympiaauswahl gegen Griechenland aufgeboten und steuerte bei den beiden 5:0-Siegen jeweils ein Tor bei. Später schied die DDR-Fußballolympiaauswahl allerdings gegen Bulgarien aus, sodass Naumann und seinen Teamkollegen der Sprung zur Endrunde in Mittelamerika verwehrt blieb. Ein Jahr später kam er zu seinem einzigen Einsatz in der A-Nationalmannschaft auf einer Reise nach Lateinamerika. In der Begegnung am 2. Februar 1968 gegen die Tschechoslowakei (2:2) in Santiago de Chile wurde er als rechter Läufer eingesetzt.